# 杨守陈
杨守陈（1425年—1489年），字维新，号鏡川，浙江鄞县（今浙江宁波市）栎社人，明朝大臣。景泰庚午浙江解元，聯捷進士。弘治初官至吏部右侍郎兼詹事府府丞。卒謚文懿。

## 生平
景泰元年（1450年）庚午科浙江鄉試第一名舉人，景泰二年（1451年）聯捷辛未科二甲进士。擢翰林院庶吉士，授翰林院编修。成化初年，授经筵讲官。成化八年（1472年），迁侍读学士。进少詹事，兼侍读学士。明孝宗即位后，授南京吏部右侍郎。弘治二年（1489年），请辞不准，兼任詹事府府丞。逝世于京（今北京）吏部右侍郎任上。卒谥文懿，赠礼部尚书。

## 家族
弟杨守阯，亦仕至尚书。从弟杨守随（1434年－1518年）。杨守陈、杨守阯、杨守随、杨守隅、杨茂元五人系同出一门，固有“一门五进士”之谓。

## 遗迹
- 明吏部右侍郎杨守陈墓

## 著作
- 《大明一统志》（参编）
- 《宋元通鉴纲目》（参校）
- 《英宗实录》（参修）
- 《宪宗实录》（参修，任副总裁）
- 《读易私钞》
- 《三礼私钞》
- 《五经考证》
- 《杨文懿全集》（三十卷，后人编，1499年（弘治十二年））

## 外部連結
- 甬上人物档案 - 杨守陈 （页面存档备份，存于）
- 宁波石碶西杨惊现明代尚书第